# Fandango (Scarlatti)
Pour les articles homonymes, voir Fandango.
Le fandango en ré mineur est une œuvre pour clavier du compositeur italien Domenico Scarlatti retrouvée en 1984.

## Présentation
Le fandango en ré mineur, titré Fandango del Sig. Scarlate, est une partition retrouvée en 1984, parmi d'autres sonates. L'œuvre, qui ne ressemble à aucune autre du compositeur, est cependant dans la tradition du fandango espagnol pour clavier, qui comprend ceux de Nebra, Boccherini (pour quintette à cordes, [G.448]) et le célèbre morceau d'Antonio Soler. Plus court, celui de Scarlatti est dans la même tonalité (mode dorien) et le même enchaînement d'accords (tonique, dominante, sous-dominante). L'œuvre se terminant sur la dominante, il est possible que le manuscrit soit incomplet.

## Manuscrits
L'unique manuscrit datant de la fin du XVIIIe siècle, découvert par María del Rosario Álvarez en 1984, est conservé à Tenerife dans le fonds Zárate Cólogan, qui a également livré une sonate inconnue en sol majeur, publiée en 1984 à Madrid et attribuée à Carlos de Seixas dans une autre source, Coimbra ms. 57.

## Interprètes
Le fandango en ré mineur est interprété par Rafael Puyana sur son puissant clavecin à trois claviers Hieronymus Albrecht Hass de 1740 et sur un clavecin Andrés Fernándes Santos, Valadoid 1728 (1985, L'Oiseau-Lyre/Decca ; 2006, Sanctus) et Mayako Soné (1993, Erato). Il est joué à l'orgue par Riyehee Hong et Adélaïde Ferrière l'interprète au marimba (« Victoires de la musique » 2017, Collection CIC LT2006) et par l'ensemble Forma Antiqua en trio : Aaron Zapico, clavecin ; Daniel Zapico, théorbe et Pablo Zapico, guitare baroque (2010, Winter and Winter).

## Sources
: document utilisé comme source pour la rédaction de cet article.
- (es) Rosario Álvarez Martinez, « Dos obras inéditas de Domenico Scarlatti », Revista de Musicología, Madrid, vol. 8, no 1,‎ 1985, p. 51–56 (ISSN 0210-1459, OCLC 6998060916, DOI 10.2307/20794968, lire en ligne)
- (en) Malcolm Boyd, Domenico Scarlatti : master of music, New York, Macmillan, 1987, xi-302 (OCLC 470280952, BNF 42875007, lire en ligne)
- Rafael Puyana, « Fandango, Scarlatti, Soler », p. 9, L'Oiseau-Lyre/Decca (317 341-2), 1990 (OCLC 693331561) .
- Malcolm Boyd, « Sonates pour clavier inconnues », p. 9, Erato/Apex (2564 69896-8), 1994 (OCLC 31201166) .
- (es) Celestino Yáñez Navarro (thèse), Nuevas aportaciones para el estudio de las sonatas de Domenico Scarlatti. Los manuscritos del Archivo de Música de las Catedrales de Zaragoza, Université autonome de Barcelone, 2016 (lire en ligne)